# A+E Networks Italia
Hearst Networks Italia, è una società televisiva italiana, del gruppo Hearst Networks EMEA.

## Storia
A+E Networks Italia è la filiale italiana, fondata nel 2012 a Roma, del gruppo statunitense A&E Networks.
Possiede e produce i due canali televisivi Sky Crime (in collaborazione con Sky Italia) e History, precedentemente edito da Fox Networks Group Italy e A&E Networks e poi acquisito da quest'ultimo.
Il 1º agosto 2023, in seguito di un mancato rinnovo dell'accordo contrattuale tra Sky Italia e A+E Networks Italia, Blaze termina le sue trasmissioni.
A partire, dal 12 settembre 2024. La denominazione aziendale viene cambiata è A+E Networks Italia diventa Hearst Networks Italia.

## Canali televisivi
Tutti i canali televisivi del gruppo sono visibili a pagamento esclusivamente sulla piattaforma satellitare Sky. La versione SVOD di History, History Play è visibile come canale aggiuntivo su Prime Video e su Mediaset Infinity.

### Attivi
| Logo            | Canale            | Inizio trasmissioni | Sky             | Sky    |
| Logo            | Canale            | Inizio trasmissioni | Numerazione LCN | Sky Go |
| --------------- | ----------------- | ------------------- | --------------- | ------ |
|                 | Sky Crime HD      | 1º novembre 2023    | 116 e 405       |        |
| Sky Crime +1 HD | 117 e 406         | 1º novembre 2023    |                 |        |
|                 | History HD        | 1º febbraio 2012    | 118 e 411       |        |
| History +1      | 1º settembre 2004 | 119 e 412           |                 |        |

### Chiusi
| Logo | Canale                   | Inizio trasmissioni | Fine trasmissioni | Sky     |
| ---- | ------------------------ | ------------------- | ----------------- | ------- |
|      | Crime + Investigation HD | 16 dicembre 2013    | 31 ottobre 2023   | 119 414 |